# 兰波罗
兰波罗（義大利語：Lamporo），是意大利韦尔切利省的一个市镇。总面积9平方公里，人口536人，人口密度59.6人/平方公里（2009年）。ISTAT代码为002067。